# Estación de Rue des Boulets
La Estación de Rue des Boulets (en español: Calle de las Bolas) es una estación del metro de París situada en el XI Distrito de la ciudad, al este de la capital. Pertenece a la línea 9. 

## Historia
Fue inaugurada el 10 de diciembre de 1933. Inicialmente se llamó Rue des Boulets - Rue de Montreuil, luego Boulets - Montreuil, para finalmente adoptar su nombre actual en 1998.
Debe su nombre a la cercana rue des Boulets, una vía que data de 1672.

## Descripción
Se compone de dos vías y de dos andenes laterales de 105 metros.
Está diseñada en bóveda elíptica revestida completamente de los clásicos azulejos blancos biselados del metro parisino.
Su iluminación sigue el estilo New Neons, originario de la línea 12 pero que luego se ha ido exportando a otras líneas. Emplea delgadas estructuras circulares, en forma de cilindro, que recorren los andenes proyectando la luz tanto hacia arriba como hacia abajo. Finos cables metálicos dispuestos en uve sostienen a cierta distancia de la bóveda todo el conjunto
La señalización por su parte usa la moderna tipografía Parisine donde el nombre de la estación aparece en letras blancas sobre un panel metálico de color azul.

## Accesos
Dispone de tres accesos, todos ellos en el bulevar Voltaire.